# Etmopterus splendidus
Etmopterus splendidus är en hajart som beskrevs av Yano 1988. Etmopterus splendidus ingår i släktet Etmopterus och familjen lanternhajar. IUCN kategoriserar arten globalt som otillräckligt studerad. Inga underarter finns listade i Catalogue of Life.